# Delphinium speciosum
Delphinium speciosum är en ranunkelväxtart som beskrevs av Friedrich August Marschall von Bieberstein. Delphinium speciosum ingår i släktet storriddarsporrar, och familjen ranunkelväxter. Inga underarter finns listade i Catalogue of Life.

## Bildgalleri

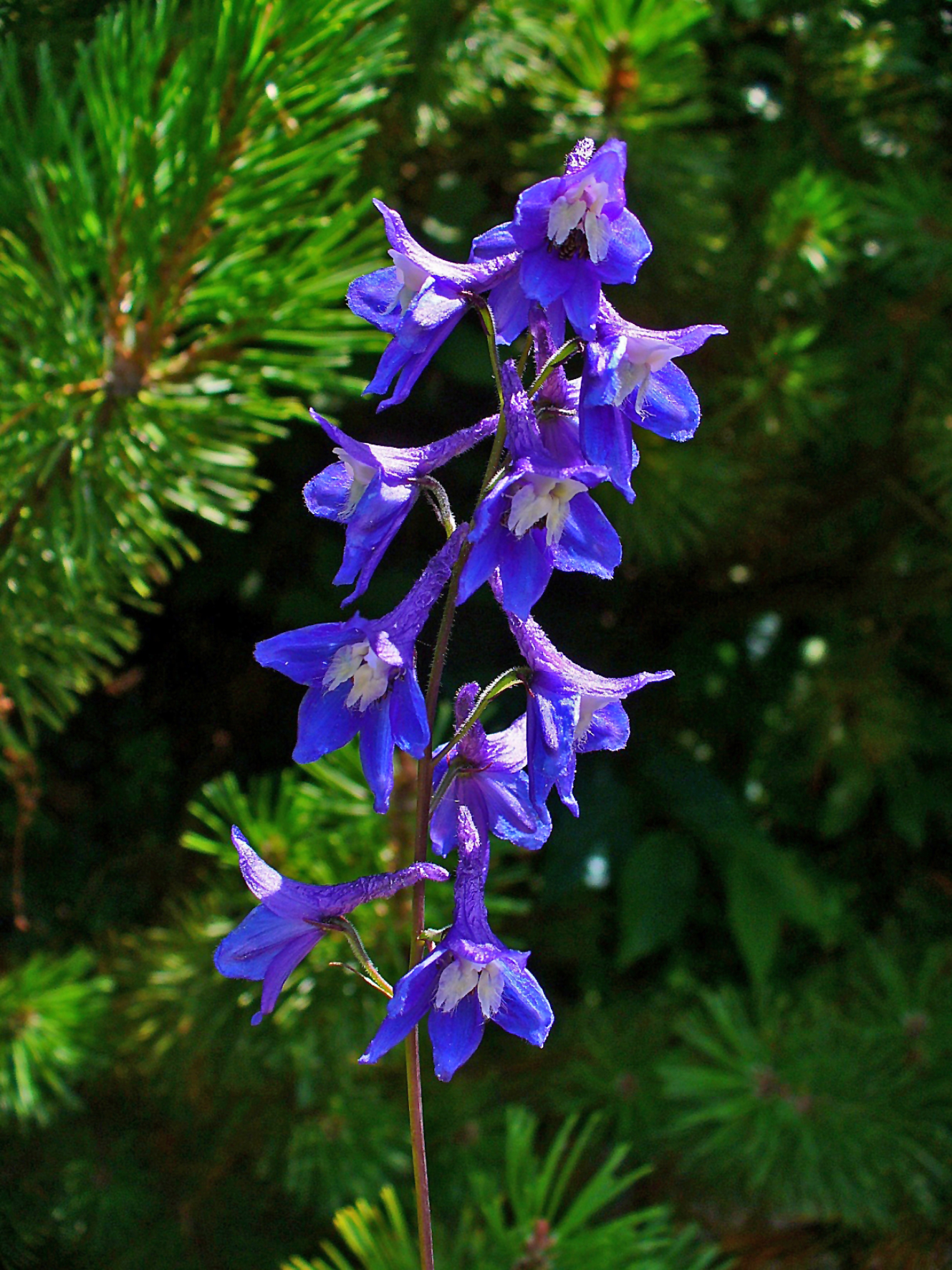
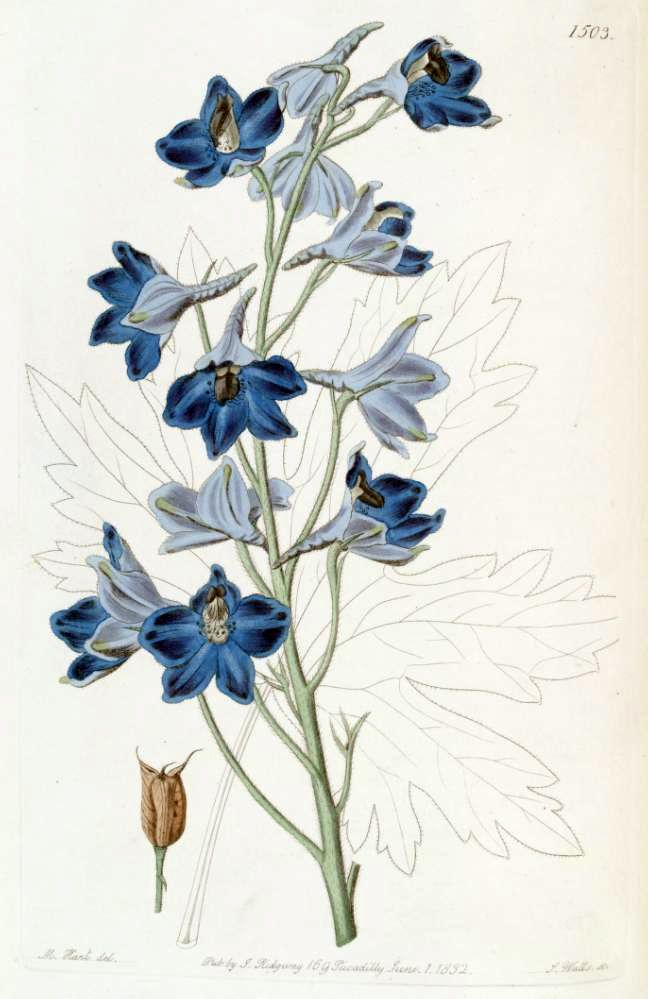